# The Butchies
The Butchies est un groupe de punk rock lesbien américain, originaire de Durham, en Caroline du Nord. Il est actif entre 1998 et 2005, et connaît depuis une pause. 

## Biographie
Composé de la guitariste et leader Kaia Wilson, de la bassiste Allison Martlew, et de Melissa York à la batterie, The Butchies est qualifié de « croisés queercore » par le magazine de Toronto Now. Le groupe joue depuis la sortie de son premier album, Are We Not Femme? en 1998. Depuis, le trio a enregistré trois autres albums, Population: 1975 en 1999, 3 en 2001, et Make Yr Life en 2003. En 2005, le groupe a annoncé une pause.
Les trois premiers albums sont sortis chez le label maintenant disparu Mr. Lady Records, créé par Kaia Wilson après avoir quitté Team Dresch. Ce label a aussi sorti les premiers enregistrements de Le Tigre. Make Yr Life est publié au label Yep Roc. La chanson Sex (I'm a Lesbian) apparait dans la compilation New Women's Music Sampler publié par Mr. Lady. 
En 2001, une réédition live de leur chanson Disco, apparait sur une autre compilation, Calling All Kings and Queens. The Butchies joueront aussi sur l'album Stag (2001) d'Amy Ray (des Indigo Girls), et participeront à sa tournée. Le groupe se réunit pour tourner de nouveau avec Amy Ray des Indigo Girls en 2010.